# 陈心陶纪念碑
陈心陶纪念碑位于中国广东省佛山市三水区大塘镇，建于1994年，以纪念中国杰出的医治寄生虫专家陈心陶；1997年7月17日被公布为三水市文物保护单位。三水市撤销后，原三水市文物保护单位大多在2006年10月25日列入第四批佛山市文物保护单位，而陈心陶纪念碑不在其中。